# Инмэн, Джон
Джо́н И́нмэн (англ. John Inman), полное имя Фре́дерик Джо́н И́нмэн (англ. Frederick John Inman; 28 июня 1935, Престон, Великобритания — 8 марта 2007, Паддингтон, Большой Лондон, Великобритания) — британский певец, актёр театра и телевидения, приобретший широкую известность после исполнения роли мистера Хамфриса в британском ситкоме «Спасибо за покупку», демонстрировавшегося на канале Би-би-си Один с 1972 по 1985 год. Он также был известен, как травести-актёр — исполнитель роли пантомимной дамы.

## Ранние годы
Родился в Престоне 28 июня 1935 года. В 1947 году переехал с родителями в Блэкпул. Его отец владел парикмахерским салоном, а мать управляла семейной гостиницей. В детстве он увлекался пошивом одежды. Обучался в школе Кембридж-хаус в Престоне, после в современной средней школе. Актёрский талант в нём проявился в раннем возрасте. Родители оплачивали его уроки разговорной речи в местном церковном холле. В 1948 году дебютировал в павильоне на Южном пирсе в Блэкпуле в мелодраме под названием «Фрида». В возрасте 1950 году устроился разнорабочим на этот пирс: заваривал чай, убирал территорию и играл эпизодические роли в пьесах.
После окончания школы, два года проработал оформителем витрин в магазине компании «Фок’с» в Блэкпуле, торговавшей  одеждой для джентльменов. В 1952 году переехал в Лондон, где поступил на работу в магазин «Остин-Рид» на Риджент-стрит. В 1956 году был принят на работу оформителем сцены в труппу Кеннета Кендэлла в театре в Кру, надеясь, таким образом, стать членом Британской ассоциации актерского мастерства, без членства в которой в то время нельзя было заниматься профессиональной актёрской карьерой.

## Служба в театре
Дебютировал в Вест-Энде в 1960-х годах в пьесе «Анна-Вероника» на сцене Кембриджского театра. В декабре 1963 года исполнил роль поп-певца Вилли в постановке Денниса Спенсера «Что за ракетка» в Манчестерском дворцовом театре. Играл в постановке Паулы Стоун «Как дела у бурой коровы» на сцене Лирического театра в Хаммерсмите в конце 1965 года. В 1975 году сыграл главную роль в постановке «Давай заложим» в театре Уиндмилл в Лондоне. В том же году он появился в постановке «Салатные дни» на сцене того же театра. В 1979 году исполнил роль лорда Фанкура Бэбберли в пьесе «Тётушка Чарли» в театре Адельфи. Он также играл во многих сезонных шоу и был известен как «пантомимная дама», регулярно выступая в качестве одной из двух уродливых «сестёр», вместе с комиком Барри Говардом. Актёр вёл собственные шоу «Не влюблён», «Отличные пижамы», «Мой толстый друг» и «Прикроватные манеры».

## Работа на телевидении
Дебютировал на телевидении в ситкоме «Незначительный случай...» в 1965 году. В 1966 году появился в двух эпизодах ситкома «Хью и я» на канале Би-би-си. В 1970 году снялся в эпизоде ситкома «Двое в Кловере» на канале Ай-ти-ви. В 1972 году Дэвид Крофт попросил его сыграть роль в пилотном эпизоде проекта «Камеди Плейхауз» под названием «Вас обслужить?» (в русском переводе «Спасибо за покупку»). Местом действия в ситкоме был универмаг. Сценарий, написанный Крофтом и Джереми Ллойдом, основывался на опыте последнего, работавшего в универмаге «Симпсонс» на Пикадилли. У Инмэна была роль второго плана с несколькими репликами, но вскоре его персонаж, с отчётливым намёком на гомосексуальность, приобрёл такую популярность у зрителей, что стал одним из главных в ситкоме, несмотря на первоначальное нежелание Би-би-си вообще включать такой персонаж в проект. Пилотный эпизод был показан в сентябре 1972 года. Следом в начале 1973 годы вышли ещё пять эпизодов первого сезона. Первые серии «Спасибо за покупку» демонстрировались Би-би-си в одно время с сериалом «Улица Коронации» на Ай-ти-ви, из-за чего в начале ситком привлёк к себе мало внимания, но повторные показы серий оказались очень успешными.
Инмэн играл латентного гомосексуала мистера Уилберфорса Клэйборна Хамфриса. В создании роли актёру помог опыт, полученный им в юности во время работы в магазине мужской одежды. Инмэн снабдил персонаж вихляющей походкой и ставшей популярной фразой «Я свободен!». Несколько членов группы «Кампания за гомосексуальное равенство» пикетировали одно из его выступлений в знак протеста, поскольку полагали, что персонаж, созданный Инмэном, дискредитировал гомосексуальных людей. По словам самого актёра: «Они считали, что я слишком эксплуатирую манерность персонажа, как характерную черту гомосексуальных мужчин. Но я не замечаю за собой такого. На самом деле в этой стране есть мужчины с куда большей манерностью, чем у мистера Хамфриса. Во всяком случае, я точно знаю, что подавляющему большинству зрителей сериала всё равно является мистер Хамфрис геем или нет. У меня нет намерений очернять гомосексуальный образ жизни, напротив, я чувствую, что могу быть полезным [в борьбе с диффамацией гомосексуальности]». Инмэн и Крофт заявляли, что персонаж был «просто маменькиным сынком», и что его сексуальная ориентация никогда не проявлялась в сериале. Актёр играл мистера Хамфриса и в театральных постановках.
«Спасибо за покупку» выдержал 10 сезонов и снимался с 1972 по 1985 год. На самом своём пике, во второй половине 1970-х годов, ситком регулярно привлекал британскую аудиторию численностью до 22 миллионов зрителей. В 1976 году за роль Хамфриса актёр удостоился премии Би-би-си в номинации «Телевизионный персонаж года» на BBC. Читатели журнала «ТВ Таймс» признали его самым смешным персонажем на телевидении. «Спасибо за покупку» также приобрёл популярность в США, где Инмэн стал культовой иконой геев. Однажды в Сан-Франциско проезжавший мимо актёра велосипедист заметил его и от удивления упал с велосипеда с криком: «Мистер Хамфрис, я люблю вас!» С 1980 по 1981 год Инмэн также играл мистера Хамфриса в австралийской версии «Спасибо за покупку». Он много раз появлялся в телешоу на канале Би-би-си ТВ «Старые добрые времена».
В 1977 году снялся в полнометражной комедии «Выход лишнего человека». В 1980—1981 году сыграл в комедийном ситкоме «Вам письмо, мистер Джонс». Инмэн также гастролировал со своими собственными шоу. Он выпустил несколько альбомов; первым был альбом «Вас обслужить, сэр?», который достиг 39-го места в британском чарте синглов. За ним последовали ещё два альбома: «Я свободен» в 1977 году и «Собравшись духом» в 1978 году, которые были выпущены студией Ди-джи-эм Рекордс. Песня «Пикник плюшевых мишек» из первого альбома стала официальным саундтреком на Би-би-си. Инмэн снялся в эпизодической роли в фильме «Высокий парень» (1989). В 1992—1993 году снялся в 12 эпизодах сериала «Благодать и благосклонность». Инмэн сыграл небольшую роль леди Капулет в фильме «Влюблённый Шекспир» (1998) и появился в 1999 году в специальном эпизоде шоу «Френч и Сондерс».

## Поздние годы
После завершения съёмок в ситкоме «Спасибо за покупку», Инмэн стал одной из самых известных в Великобритании «пантомимных дам». Он выступал по стране, сыграв в более сорока постановках. Во время гастролей по Австралии, актёр сыграл в паре театральных проектах, в том числе в «Прикроватных манерах» (2003) и в местной версии «Спасибо за покупку» (2001) на сцене театра Двенадцатая ночь в Брисбене. В 2004 году он снова появился на телевидении в новых сезонах сериалов «Врачи» и «Револьвер».
С 1977 года Инмэн жил в мьюз-хаусе в районе Маленькая Венеция в Лондоне. Актёр был открытым гомосексуалом. 23 декабря 2005 года в офисе регистрации боро Вестминстер он вступил в гражданское партнерство с Роном Линчем, с которым до этого состоял в отношениях в течение тридцати трёх лет.
Последние годы жизни Инмэн часто болел. В 1993 году он был госпитализирован с бронхитом. В 1995 году потерял сознание на сцене во время выступления. В 2001 году его снова госпитализировали в больницу Святой Марии в Паддингтоне из-за проблем с дыханием. В декабре 2004 года актёр был вынужден отменить выступление в пантомиме, потому что заболел желтухой. После этого он больше не выступал на сцене. Джон Инмэн скончался рано утром 8 марта 2007 года в возрасте 71 года в больнице Святой Марии в Паддингтоне от последствий перенесённой ранее желтухи. Его тело было кремировано в крематории Голдерс-Грин после похоронной церемонии 23 марта 2007 года.
В июле 2007 года стало известно о том, что актёр оставил почти всё свое имущество, включая более 2,8 миллиона британских фунтов, своему гражданскому партнёру Рону Линчу. Сумма в размере 5000 британских фунтов была завещана им в Благотворительный фонд артистов варьете.

## Список ролей на телевидении
| Год       | Фильм                                                       | Эпизоды   | Персонаж               |
| --------- | ----------------------------------------------------------- | --------- | ---------------------- |
| 2004      | «Врачи» (англ. Doctors)                                     | 1         | Тэдди                  |
| 2004      | «Револьвер» (англ. Revolver)                                | 5         | торговец антиквариатом |
| 2000      | «Настоящий полицейский» (англ. Full Mountie)                | 1         | Тэйлор                 |
| 1999      | «Френч и Сондерс» (англ. French and Saunders)               | 1         | Дарт Сид               |
| 1995      | «Вызовите звёзды» (англ. Call up the Stars)                 | телефильм | Фрэнк Рэндли           |
| 1992—1993 | «Благодать и благосклонность» (англ. Grace & Favour)        | 12        | Мистер Хамфрис         |
| 1989      | «Семейное счастье» (англ. Family Fortunes)                  | 1         | Фанни Гадкая Сестра    |
| 1981      | «Вам письмо, мистер Джонс» (англ. Take a Letter, Mr. Jones) | 6         | Грэхем Джонс           |
| 1980—1981 | «Спасибо за покупку» (англ. Are You Being Served?)          | 16        | Мистер Хамфрис         |
| 1977      | «Выход лишнего человека» (англ. Odd Man Out)                | 7         | Невилл Сэтклифф        |
| 1972—1985 | «Спасибо за покупку» (англ. Are You Being Served?)          | 69        | Мистер Хамфрис         |
| 1970      | «Двое в Кловере» (англ. Two in Clover)                      | 1         | Баулер                 |
| 1966      | «Хью и я» (англ. Hugh and I)                                | 2         |                        |
| 1965      | «Незначительный случай...» (англ. A Slight Case of...)      | 1         |                        |
| Источник: |                                                             |           |                        |